# Пітер Фачінеллі
Пітер Фачінеллі (правильно Фачинеллі, англ. Peter Facinelli; нар. 26 листопада 1973, Квінз, Нью-Йорк, США) — американський актор і режисер, найбільш відомий як Карлайл Каллен у серії фільмів «Сутінки» (2008—2012) та ролями в телесеріалах: Ван Рей у «Fastlane», доктор Фітч Купер — у «Медсестрі Джекі» та Максвелл Лорд у «Супердівчині».

## Життєпис
Пітер Фачінеллі народився 26 листопада 1973 року в Нью-Йорку, в сім'ї американців італійського походження. У нього є три старші сестри.
Навчався в Tisch School of the Arts — школа мистецтв при Нью-Йоркському університеті, а також у школі акторської майстерності при «Atlantic Theater Company». Його вчителями були відомі актори Вільям Мейсі, Фелісіті Гаффман, Джанкарло Еспозіто і Кемрін Мангейм.
Він дебютував на екрані в 1995 році, з'явившись у фільмі Ребекки Міллер «Angela». У тому ж році вийшла теледрама «The Price of Love» із Фачінеллі в одній із ролей, а роком пізніше — трилер «Незакінчена любов», на зніманнях якого актор познайомився з майбутньою дружиною — Дженні Ґарт.
У 1997 році Фачінеллі виконав одну з головних ролей в мелодрамі «Touch Me», а в 1999 — в драмі «The Big Kahuna», знявшись у ній із відомими акторами — Кевіном Спейсі і Денні ДеВіто.
У 2001 році актора зіграв роль у біографічному фільмі «Сильна жінка» з Дрю Беррімор, а в 2002 році — у пригодницькому фентезі «Цар скорпіонів».
Найбільш відомою роллю Пітера стала роль глави клану вампірів доктора Карлайла Каллена в серії фільмів, знятих за романами Стефені Маєр (перший фільм — «Сутінки» 2008 року). Крім того, у актора були повторювані ролі в телесеріалах «Fastlane» і «Медсестра Джекі».
Окрім акторства, Пітер Фачінеллі також займається постновкою фільмів. У 2020 році у світовий прокат вийшов детектив режисера Фачінеллі «Година істини», знятий за його ж сценарієм: у подружжя безслідно зникає дочка, і поліція виявляється безсила в її пошуках, однак герої мають намір самі розібратися в те, що трапилося і не зупиняться ні перед чим. Головні ролі у фільмі виконали Енн Гейч і Томас Джейн.

## Особисте життя
У 1995 році на знімальному майданчику фільму «Незакінчена любов» Пітер познайомився з Дженні Ґарт, яка на той момент була ще одружена, але вже не жила з чоловіком.
Потім Дженні дізналася, що вагітна. Актори одружилися 20 січня 2001 року. У них є три дочки: Лука Белла (30.06.1997), Лола Рей (06.12.2002), Фіона Ів (30.09.2006).
У 2012 році актори вирішили розлучитися. 28 березня 2012 року Пітер подав на розлучення, вказавши датою розставання 1 січня 2012 року, а причиною рішення — «непримиренні розбіжності», сама ж Дженні зізналася, що протягом останніх декількох років вони безуспішно намагалися зберегти шлюб.
У 2012—2016 роках зустрічався з акторкою Джеймі Александер, відомої за роллю Сиф у фільмах «Тор» (2011) і «Тор 2: Царство темряви» (2013).
У 2020 році в Мексиці Фачінеллі заручився із Лілі Енн Гаррісон, дочкою акторів Грегорі Гаррісоно та Ренді Оукс.
У вересні 2022 року у них народився син Джек Купер Фачінеллі  

## Фільмографія
- 13 хвилин